# SN 2006da
SN 2006da – supernowa typu Ia odkryta 12 czerwca 2006 roku w galaktyce A232748+1428. W momencie odkrycia miała maksymalną jasność 16,60m.